# Float Along - Fill Your Lungs
| Recensione | Giudizio |
| ---------- | -------- |
| PopMatters | [ 1 ]    |

Float Along - Fill Your Lungs è il terzo album in studio del gruppo musicale di rock psichedelico australiano King Gizzard & the Lizard Wizard, pubblicato il 27 settembre 2013 dalla Flightless. Si piazzò al sesto posto della ARIA Hitseekers Albums Chart.

## Tracce
Testi di Stu Mackenzie, eccetto dove indicato.
1. Head On/Pill – 15:59
2. I Am Not a Man Unless I Have A Woman – 2:55
3. God is Calling Me Back Home – 4:24
4. 30 Past 7 – 3:43
5. Let Me Mend the Past (Ambrose Kenny-Smith, Mackenzie) – 2:30
6. Mystery Jack – 2:47
7. Pop In My Step (Cook Craig) – 2:51
8. Float Along - Fill Your Lungs – 6:45

Durata totale: 41:54

## Formazione
- Michael Cavanagh – batteria
- Ambrose Kenny-Smith – armonica, cori, chitarra (1), voce (5)
- Stu Mackenzie – voce, chitarra, tastiere, sitar
- Cook Craig – chitarra, voce (7)
- Joey Walker – chitarra
- Lucas Skinner – basso elettrico
- Eric Moore – batteria